# Madeline et le Roi
Madeline et le Roi (titre original : My Fair Madeline) est un film d'animation américano-canadien réalisé par Scott Heming, sorti en 2002, directement en vidéo.

## Fiche technique
- Titre : Madeline et le Roi
- Titre original : My Fair Madeline
- Réalisation : Scott Heming
- Scénario : Shelley Zellman d'après les personnages créés par Ludwig Belemans
- Pays d'origine :  Canada |  États-Unis
- Langue : anglais
- Genre : Comédie, Film d'aventures
- Format : Couleur
- Durée : 90 minutes
- Dates de sortie :
- États-Unis : 11 novembre 2002

## Distribution

### Voix originales
- Whoopi Goldberg : Miss Clavel (Madamoiselle Clavel)
- Chantal Strand : Madeline
- Shannon Chan-Kent : Chloe
- Jessie Young : Nicole
- Brittney Irvin : Danielle
- Jim Byrnes : The Mayor of Paris (Le Maire de Paris)
- Chris Gaze : Narrator (Narrateur)
- Mackenzie Gray : Mr. Henry (Monsieur Henri)
- Marilyn Lightstone : Miss Higginsbottom (Madamoiselle Higginsbottom)
- Annick Obonsawin : Emma
- French Tickner : Lord Cucuface
- Jane Mortifee : Lady Bovina Ribsby (Madamoiselle Bovine Ribsby)
- Caroline Chan : Sue Lee

### Voix françaises
- Cyrille Artaux
- Magali Barney
- Barbara Beretta
- Philippe Bozo
- Hervé Caradec
- Éric Etcheverry
- Naïké Fauveau
- Danièle Hazan : Miss Clavel
- Nathalie Homs
- François Jaubert
- Claude Lombard
- Bruno Magne
- Charlotte Marin
- Éric Peter
- Pierre-François Pistorio
- Philippe Roullier